# Errick Craven
Errick Davon Craven (Carson, 4 luglio 1983) è un ex cestista statunitense naturalizzato ivoriano.

## Carriera
Con la Costa d'Avorio ha disputato due edizioni dei Campionati africani (2009, 2011).